# 2e cérémonie des prix Génie
La 2e cérémonie des Prix Génie s'est déroulé le 12 mars 1981 au théâtre Royal Alexandra pour récompenser les films sortis en 1980. La soirée était animée par Brian Linehan (en). On y remarqua le premier ministre Pierre Trudeau accompagnant l'actrice Kim Cattrall.

## Palmarès
Le vainqueur de chaque catégorie est indiqué en gras

### Meilleur film
- Les Bons Débarras, Claude Godbout et  Marcia Couëlle
  - L'Homme à tout faire, René Malo
  - Hounds of Notre Dame (en), Fil Fraser (en)
  - The Lucky Star (en), André Fleury et Claude Léger
  - Un fils pour l'été, Joel B. Michaels (en) et Garth Drabinsky (en)

### Meilleur acteur
- Thomas Peacocke (en), Hounds of Notre Dame (en)
  - Jocelyn Bérubé, L'Homme à tout faire
  - Lewis Furey, Fantastica
  - Winston Rekert, Suzanne
  - August Schellenberg, L'Affaire Coffin

### Meilleur acteur dans un second rôle
- Germain Houde, Les Bons Débarras
  - Gabriel Arcand, Suzanne
  - David Ferry (en), Hounds of Notre Dame (en)
  - Robert Joy, Atlantic City
  - John Marley, Un fils pour l'été

### Meilleure actrice
- Marie Tifo, Les Bons Débarras
  - Geneviève Bujold, Final Assignment (en)
  - Charlotte Laurier, Les Bons Débarras
  - Andrée Pelletier, L'homme à tout faire
  - Jennifer Dale, Suzanne

### Meilleure actrice dans un second rôle
- Kate Reid, Atlantic City
  - Colleen Dewhurst, Un fils pour l'été
  - Gale Garnett (en), Un fils pour l'été
  - Frances Hyland, Hounds of Notre Dame (en)
  - Micheline Lanctôt, L'Affaire Coffin

### Meilleur réalisateur
- Francis Mankiewicz, Les Bons Débarras
  - Bob Clark, Un fils pour l'été
  - Zale Dalen, Hounds of Notre Dame (en)
  - Jean-Claude Labrecque, L'Affaire Coffin
  - Micheline Lanctôt, L'Homme à tout faire

### Meilleure direction artistique
- Anne Pritchard (en), Atlantic City
  - Glenn Bydwell, Terror Train
  - Anne Pritchard (en) et Jocelyn Joly, Fantastica
  - Michel Proulx,  Les Bons Débarras
  - Normand Sarazin, L'Homme à tout faire

### Meilleure adaptation(en)
- Max Fischer et Jack Rosenthal, The Lucky Star
  - Bernard Slade, Un fils pour l'été
  - Ronald Sutherland et Robin Spry, Suzanne

### Meilleur scénario original(en)
- Réjean Ducharme, Les Bons Débarras
  - Marc Rosen (en), Final Assignment
  - Jean-Claude Labrecque, Jacques Benoit, L'Affaire Coffin
  - Micheline Lanctôt, L'Homme à tout faire
  - Ken Mitchell (en), Hounds of Notre Dame (en)

### Meilleur documentaire(en)
- Guy Simoneau, Plusieurs tombent en amour (en)
  - William Johnston, The Dream Never Dies
  - Arthur Lamothe, Une histoire de femmes